# 秋山耿太郎
秋山 耿太郎（あきやま こうたろう、1945年2月12日 - ）は、朝日新聞社前会長、日本新聞協会前会長。公益財団法人日本対がん協会理事長。岡山県総社市出身。
朝日新聞社社長のほかテレビ朝日社外取締役、日本高等学校野球連盟最高顧問、全日本合唱連盟顧問を歴任している。

## 来歴・人物
東京創元社社長となる秋山孝男 (1913-2000) の長男として生まれる。1968年京都大学法学部卒、朝日新聞社入社。政治部記者、政治部長などを経て、2001年取締役、2003年常務。2005年6月24日朝日新聞社代表取締役社長に就任する。2012年6月26日に代表権のない会長に就任、2011年7月20日に社団法人日本新聞協会会長に選任された。
2005年1月12日に朝日新聞が大々的に報道して、最終的に政治問題にまで発展したNHK番組改変問題について同年9月に自社の取材不足ならびに一次情報とされる社内資料の外部流出を認めた。同年12月には朝日新聞社の改革案を発表した。
2006年3月に長男が大麻所持の疑いで逮捕された。
2006年6月、テレビ朝日社外取締役に就任する。記者時代に、作家・太宰治の生家であり、東北地方有数の大地主であった津島家の興亡史「津島家の人びと」（ちくま学芸文庫）を著している。
2006年、高校野球の育成と発展に貢献した指導者を表彰するために、前社長の箱島信一時代の2003年に設けた「イヤー・オブ・ザ・コーチ賞」を「育成功労賞」に改称した。"Year of the coach" を和訳すると「コーチの年」になってしまうとの苦情や問合せが殺到し、受賞者の新聞発表にも支障が出るなど、しばらく懸案となっていた。
2007年には経済部畑の船橋洋一を主筆に据えた（2010年12月まで）。2011年の2月末で紙ベースの英字新聞事業（自社制作の英語版紙面）から撤退し、ヘラトリ朝日を廃刊。同年3月以降はインターナショナル・ヘラルド・トリビューンのみを印刷、配達することとした。
2011年7月、社団法人日本新聞協会会長に選任された。記者会見した秋山会長は、「東日本大震災や社会保障の問題など、日本は大きな危機に直面しています。世論に誤りがないように引っ張っていくのが新聞の役割ですし責任でもあります」と挨拶した。

## 役職
- 公益財団法人日本対がん協会 理事長
- 公益社団法人企業メセナ協議会 副会長
- 公益財団法人文化財保護・芸術研究助成財団 評議員